# Jortveit
Jortveit is een plaats in de Noorse gemeente Grimstad, provincie Agder. Jortveit telt 633 inwoners (2007) en heeft een oppervlakte van 0,78 km².